# Сушков, Филипп Тимофеевич
Филипп Тимофеевич Сушков (24 октября 1906 — 30 июня 1944) — советский военачальник, участник Великой Отечественной войны, Герой Советского Союза (22 июля 1944, посмертно), гвардии подполковник. Погиб в бою.

## Биография
Филипп Тимофеевич Сушков родился 24 октября 1906 года в селе Песчанка ныне Новооскольского района Белгородской области в крестьянской семье. Русский.
В Красной Армии с 1928 года. В 1932 году окончил Московскую военную школу. Член ВКП(б) с 1938 года. Служил в Московском военном округе, прошёл путь от командира стрелкового взвода до командира батальона.
В боях Великой Отечественной войны с июля 1941 года. Участвовал в Смоленском сражении, в оборонительных боях в районе городов Трубчевск, Фатеж, Волчанск, Новый Оскол, Острогожск. В должности командира 93-го гвардейского стрелкового полка участвовал в обороне Сталинграда и операции по окружению 6-й немецкой армии. За умелое командование полком награждён двумя орденами Красного Знамени.
В дальнейшем принимал участие в Курской битве, Невельской операции, в боях в районе Новосокольники — Маево. В должности заместителя командира 51-й гвардейской стрелковой дивизии по строевой части участвовал в Белорусской наступательной операции, в том числе в форсировании реки Западной Двины и боях на подступах к городу Полоцку. 30 июня 1944 года Филипп Тимофеевич Сушков погиб в бою. Похоронен рядом с памятником «Освободителям Полоцка» на площади Свободы в Полоцке (Витебская область).

Указом Президиума Верховного Совета СССР от 22 июля 1944 года за образцовое выполнение боевых заданий командования на фронте борьбы с немецко-фашистскими захватчиками и проявленные при этом мужество и героизм гвардии полковнику Сушкову Филиппу Тимофеевичу посмертно присвоено звание Героя Советского Союза.

## Память
Именем Героя названа улица в Новом Осколе. В селе Песчанка установлена мемориальная доска. Приказом Министра обороны СССР Ф. Т. Сушков навечно зачислен в списки воинской части.

## Награды
- Медаль «Золотая Звезда» Героя Советского Союза;
- орден Ленина;
- два ордена Красного Знамени;
- орден Суворова 3-й степени.